# Betty Ong
Betty Ann Ong (Giản thể: 邓月薇, Phồn thể: 鄧月薇, bính âm: Dèng Yuèwēi; Hán Việt: Đặng Nguyệt Vi, 5 tháng 2 năm 1956 – 11 tháng 9 năm 2001) là một tiếp viên hàng không người Mỹ. Cô là tiếp viên trên chuyến bay 11 của American Airlines, chiếc máy bay đầu tiên bị cướp trong vụ tấn công ngày 11 tháng 9. Cô cũng là người đầu tiên báo cho các nhà chức trách trên mặt đất về vụ cướp máy bay diễn ra vào ngày hôm đó.

## Tiểu sử
Ong sinh ngày 5 tháng 2 năm 1956 tai San Francisco. Cha cô là người Mỹ gốc Hoa thế hệ thứ hai đến từ Ohio, trong khi mẹ cô là người Hoa nhập cư từ Khai Bình, Quảng Đông. Cô có hai chị gái và một anh trai.
Betty đã từng được mời làm người mẫu, nhưng mẹ cô không đồng ý với sự lựa chọn nghề nghiệp đó. Vào những năm 1980, cô bắt đầu sự nghiệp của mình trong thế giới hàng không khi làm việc với Pacific Southwest Airlines và Delta Air Lines. Năm 1987, cô trở thành tiếp viên hang không của American Airlines.
Trước khi qua đời, Ong song ở Andover, Massachusetts và cô đã đính hôn với Robert Landrum.
Vào ngày 11 tháng 9 năm 2001, Ong đã tự chỉ định mình trên chuyến bay 11 của American Airlines từ Boston đến Los Angeles, để cô có thể đi nghỉ ở Hawaii cùng chị gái. Trong vụ không tặc, cô ấy đã sử dụng thẻ điện thoại để gọi đến trung tâm điều hành của American Airlines và cung cấp thông tin quan trọng về vụ không tặc. Bằng cách cung cấp số ghế mà những tên không tặc chiếm giữ, cô đã giúp các nhà chức trách xác định danh tính của chúng. Cuộc gọi kéo dài 25 phút cho đến 8:46 sáng khi những kẻ không tặc lao máy bay vào Tháp Bắc của Trung tâm Thương mại Thế giới ở New York.
Vào ngày 21 tháng 9 năm 2001, khoảng 200 thành viên của cộng đồng người Mỹ gốc Hoa ở San Francisco đã tập trung tại một công viên nhỏ để bày tỏ lòng kính trọng đối với Ong. Thị trưởng San Francisco Willie Brown, người có mặt, đã tuyên bố vinh danh những người đã chết trong thảm kịch và gọi ngày 21 tháng 9 là "Ngày Betty Ong". Năm 2011, trung tâm giải trí ở Khu phố Tàu của San Francisco nơi cô từng chơi khi còn nhỏ đã được đổi tên để vinh danh cô.